# Bahnhof Nijmegen
Der Bahnhof Nijmegen ist der größte Bahnhof der niederländischen Stadt Nijmegen sowie nach dem Bahnhof Arnhem Centraal der am zweitstärksten frequentierte Bahnhof der Provinz Gelderland. Er ist zentraler Knotenpunkt im städtischen ÖPNV und nur mittels einer OV-chipkaart zugänglich. Am Bahnhof verkehren nationale Regional- und Fernverkehrszüge.

## Geschichte

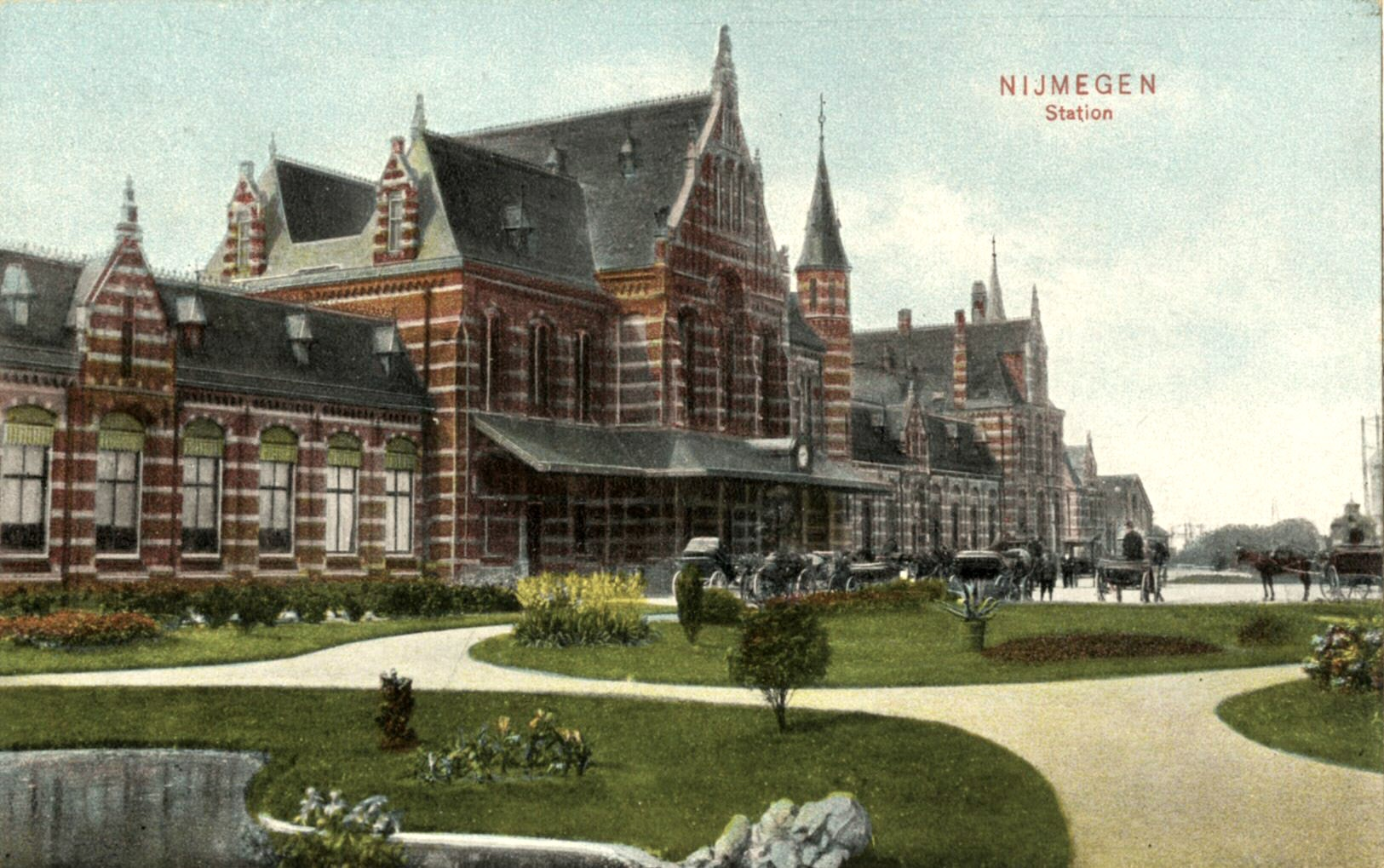
Bahnhof Nijmegen, ca. 1905

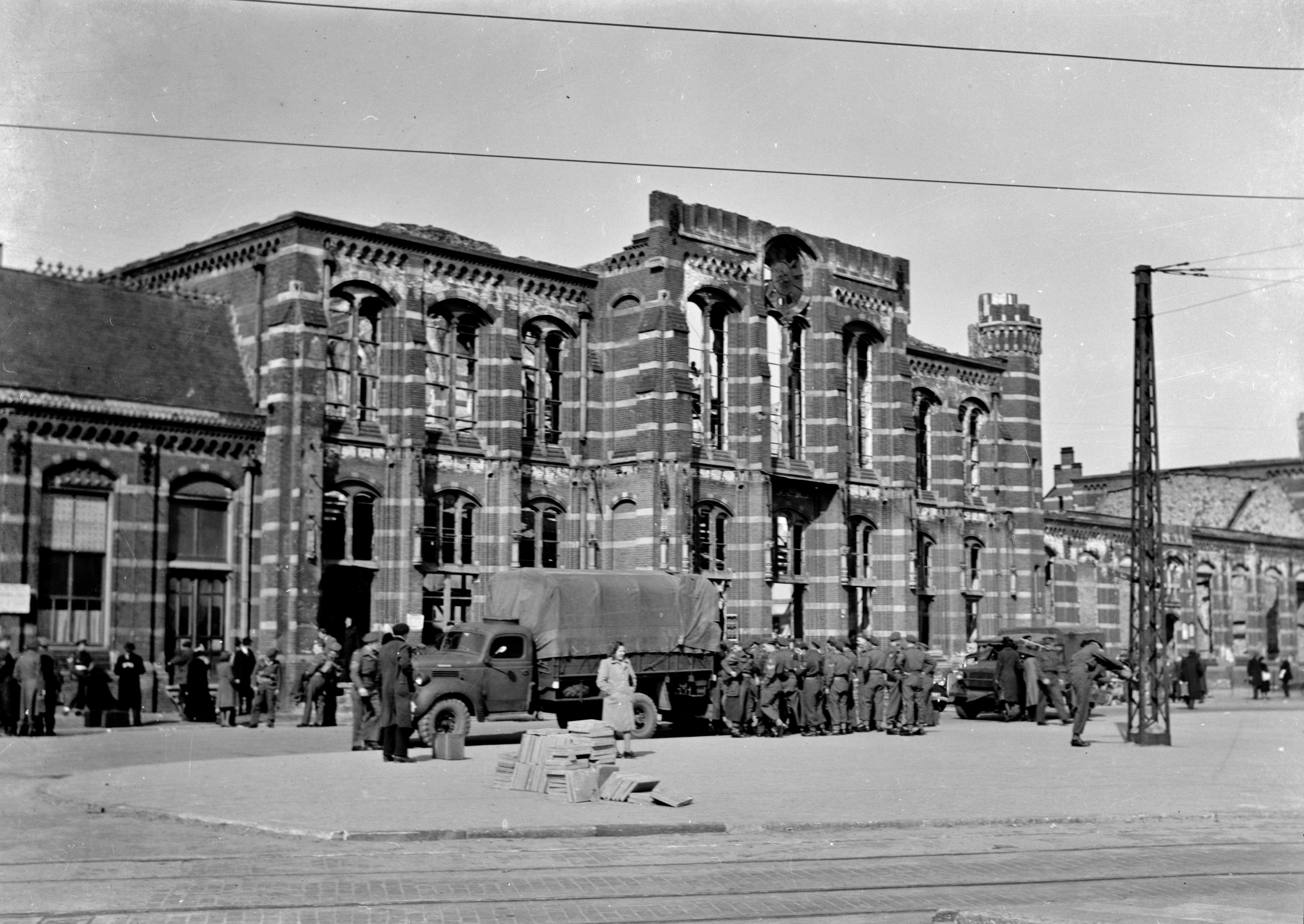
Der Bahnhof nach dem Bombardement im Zweiten Weltkrieg

Am 9. August 1865 wurde der erste Bahnhof in Nijmegen als Kopfbahnhof der Bahnstrecke Köln–Nijmegen von dem lokalen Eisenbahnunternehmen Nijmeegsche Spoorwegmaatschappij eröffnet. Der Fachwerkbau befand sich westlich des heutigen Standortes auf dem Gelände des Concertgebouw de Vereeniging und auf dem Groesbeekseweg. Damals existierte jedoch ausschließlich die Verbindung in die preußische Stadt Kleve. Mit der Eröffnung der Bahnstrecke Arnhem–Nijmegen am 15. Juni 1879 wurde Nijmegen an das niederländische Schienennetz angeschlossen und erhielt einen provisorischen Bahnhof an der heutigen Stelle, der im Auftrag der Staatsspoorwegen gebaut worden war. In den Jahren 1881 und 1883 erfolgten die Eröffnungen der Verbindungen nach Tilburg sowie nach Venlo. Das Bahnhofsgebäude wurde im Jahr 1894 durch einen Neubau des Architekten Cornelis Peters im Stil der Neogotik ersetzt. Anschließend wurde das alte Gebäude als Fabrik im Ooijpolder genutzt. Beim Bombardement auf Nijmegen am 22. Februar 1944 während des Zweiten Weltkrieges schlugen zahlreiche Bomben in unmittelbarer Umgebung des Bahnhofes ein, das Gebäude selbst wurde jedoch größtenteils verschont. Durch die Bombardierung kam jedoch der linke Flügel des Gebäudes, in dessen Bahnhofsrestaurant ein Kurs für das Personal stattfand, und ein haltender Zug auf den Gleisen zu Schaden. Ebenso war der Vorplatz betroffen, wo ein Bus sowie eine Straßenbahn von Bombensplittern schwer beschädigt wurden. Neben den 40 Toten auf dem Bahnhofsvorplatz fielen ebenfalls zahlreiche, weitere Menschen im Bahnhofsrestaurant und in dem Zug dem Bombenangriff zum Opfer. Schwere Schäden erlitt das Bahnhofsgebäude während der Operation Market Garden im September 1944, als es vollständig ausbrannte. Nur die Außenmauern, der Tunnel und das Bahnsteigdach blieben übrig. Zehn Jahre später wurde das Bahnhofsgebäude nach barock und klassizistisch inspirierten Entwürfen des Architekten Sybold van Ravesteyn neugebaut.

## Zukunft
In den 2020er Jahren soll der Bahnhof Nijmegen einer Modernisierung im Auftrag der Gemeinde Nijmegen, der Nederlandse Spoorwegen, von ProRail sowie der Provinz Gelderland unterzogen werden. Im Einzelnen ist geplant, einen zweiten Haupteingang an der Westseite des Bahnhofs zu bauen. Dort soll die Umgebung zu einem Bahnhofsvorplatz ausgebaut werden, wo ebenfalls eine Fahrradstation und eine Kiss-and-ride-Zone errichtet werden soll. Darüber hinaus soll ein dritter Bahnsteig angelegt werden, wodurch eine Verlängerung des unterhalb verlaufenden Fußgängertunnels notwendig wird. Im Anschluss soll dieser die beiden Haupteingänge miteinander verbinden. Dadurch wird die Unterführung, die den Fußgängertunnel an den Straßentunnel anschließt, überfällig. Das niederländische Unternehmen Arcadis soll die Bauarbeiten ausführen. Die Verbesserungen sollen zwischen 2022 und 2026 fertiggestellt werden und werden im Zusammenhang mit dem Projekt Programma Hoogfrequent Spoorvervoer realisiert. Das vom Ministerie van Infrastructuur en Waterstaat initiierte Projekt verfolgt die Vision, dass im Jahr 2028 alle zehn Minuten ein Zug auf den sechs verkehrsreichsten Bahnstrecken der Niederlande verkehrt.

## Streckenverbindungen
Im Jahresfahrplan 2022 verkehren folgende Linien am Bahnhof Nijmegen:
| Zugtyp             | Linienverlauf                                                                                                  | Frequenz |
| ------------------ | --- | --- |
| Intercity          | Nijmegen – Arnhem Centraal – Ede-Wageningen – Utrecht Centraal – Amsterdam Centraal – Alkmaar – Den Helder     | halbstündlich |
| Intercity          | Schiphol Airport – Utrecht Centraal – Ede-Wageningen – Arnhem Centraal – Nijmegen                              | halbstündlich (fährt nicht nach 22 Uhr)                                                                          |
| Intercity          | Roosendaal – Breda – Tilburg – ’s-Hertogenbosch – Nijmegen – Arnhem Centraal – Zutphen – Deventer – Zwolle     | halbstündlich |
| Intercity          | Utrecht Centraal – Driebergen-Zeist – Veenendaal-De Klomp – Ede-Wageningen – Arnhem Centraal – Elst – Nijmegen | stündlich (ausschließlicher Halt freitag- und samstagnachts)                                                     |
| Sprinter           | Dordrecht – Breda – Tilburg – ’s-Hertogenbosch – Nijmegen (– Arnhem Centraal)                                  | halbstündlich (fährt abends nicht nach Arnhem; sonntags stündlich zwischen ’s-Hertogenbosch und Arnhem Centraal) |
| Sprinter           | (Wijchen –) Nijmegen – Arnhem Centraal – Zutphen                                                               | halbstündlich (fährt abends und sonntags nicht nach Wijchen)                                                     |
| Stoptrein (Arriva) | Nijmegen – Venray – Venlo – Roermond                                                                           | halbstündlich |
| Stoptrein (Arriva) | Nijmegen – Venray                                                                                              | halbstündlich (fährt abends und wochenends nicht)                                                                |